# Sveriges geografiska mittpunkt
Sveriges geografiska mittpunkt är en titel som minst fyra platser i landet gör anspråk på. 
Begreppet Mittsverigeregionen anspelar på närheten till den geografiska mittpunkten.

## Flataklocken – jämviktspunkt av sammanhängande landmodell

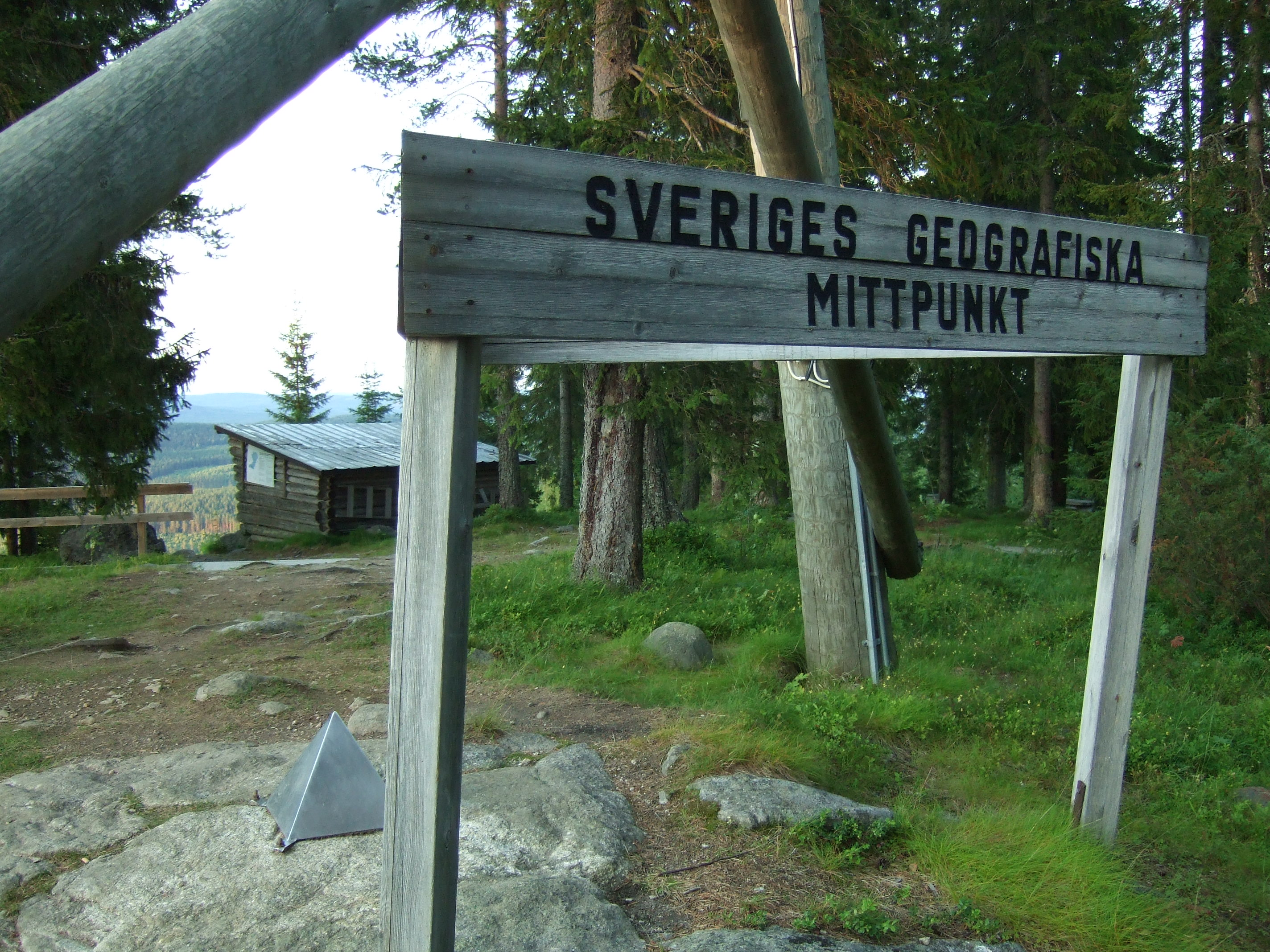
Mittpunkten på berget Flataklocken

En av de äldsta och mest kända kandidaterna är berget Flataklocken (även kallat Flataklacken) beläget vid Munkbysjön, Ånge kommun i Medelpad. Mittpunkten togs fram av Nils Friberg och Tor Andeldorf på geografiska institutionen vid vad som då hette Stockholms högskola år 1947. En styv karta av landet konstruerades där Öland och Gotland satt fast vid fastlandet utan mellanliggande vatten, och sedan flyttades en nål under kartan tills det vägde jämnt. Ett sällskap bestående av bland andra Gustaf von Platen (chefredaktör på tidningen Allt, som drog igång projektet), upptäcktsresanden Hans Ostelius och elitorienteraren Gösta Lagerfelt tog sig till platsen för att märka ut platsen, som idag är ett välbesökt turistmål. Utsiktstornet raserades av stormen Ivar 2013. 
Platsen kan beskrivas som  tyngdpunkten (jämviktspunkten eller masscentrum) av en tvådimensionell modell av landet, där öar flyttats så att modellen är sammanhängande. Metoden har fördelen att den är generellt applicerbar på valfritt land eller annat territorium.

## Hybo klack – landets och territorialvattnets jämviktspunkt
Enligt beräkningar som Bertil Storåkers, professor i hållfasthetslära på KTH, gjorde på 1970-talet är Hybo klack i Ljusdal, Hälsingland, Sveriges mittpunkt om man även tar hänsyn till territorialvattnet.

## Kårböle – landets geometriska centralpunkt
Enligt beräkningar av professor Anders Damberg i Uppsala är Kårböle i Ljusdals kommun landets centroid (geometriska centralpunkt). Damberg använder sig av ett rutsystem istället för att bygga en fysisk modell, och behöver därmed inte en sammanhängande modell av landet, utan kan räkna med öarnas verkliga positioner.

Sveriges geografiska mittpunkt enligt metoden att först mäta mittpunkten mellan Treriksröset och Smygehuk (den högra röda punkten), och sedan i öst-västlig riktning (den vänstra punkten, som är Ytterhogdal).

## Ytterhogdal – på längst avstånd till landets nord- och sydligaste punkter, samt västra och östra gränser
Enligt en annan mätning, gjord av Lantmäteriet, ligger landets mittpunkt i närheten av Ytterhogdal i Hälsingland, Härjedalens kommun, Jämtlands län. Den punkten kommer man fram till om man märker ut mittpunkten på en rak linje från Treriksröset i norr till Skånes sydligaste punkt (Smygehuk), och sedan i höjd med denna ritar en linje i öst-västlig riktning för att ta mittpunkten av denna. Platsen kan beskrivas som den punkt som har störst avstånd till landets nordligaste och sydligaste punkt samt till fastlandets gränser i väst och öst (till grannland respektive hav).

## Metoder för att beräkna geografiska mittpunkter av olika regioner
Det här avsnittet är helt eller delvis baserat på material från  engelskspråkiga Wikipedia, Geographical centre.

Centroid av en triangel

I geografi definieras en geografisk mittpunkt i allmänhet som en centroid (ett geometriskt centrum) av den tvådimensionella formen av en region på jordens yta. Det har länge varit en debatt om beräkningsmetoderna av geografiska mittpunkter av länder och regioner, till exempel huruvida man ska inkludera öar utanför kusten, och i så fall om öarna ska flyttas mot fastlandet så att man kan bygga en sammanhängande 2D-modell av landet och identifiera det geografiska centrumet som tyngdpunkten (jämviktspunkt) med hjälp av en nål. Om öarna är stora eller ligger långt från kusten kan metoderna ge stora skillnader i resultat.
Ett alternativ till att definiera den geografiska mittpunkten som en centroid är att definiera den som den punkt som ligger längst bort från landets gräns (antingen kusten eller en landgräns). Detta liknar beräkning av otillgänglighetspol.
Om ytan är stor kan dess projektion också ha viss betydelse. Den kan vara projicerad radiellt till havsnivån, eller på en geoidmodell av jordklotet. 